# Zengfumiao
Zengfumiao (kinesiska: 增福庙, 增福庙乡) är en socken i Kina. Den ligger i provinsen Henan, i den centrala delen av landet, omkring 56 kilometer söder om provinshuvudstaden Zhengzhou. Antalet invånare är 27 364. Befolkningen består av 13 430 kvinnor och 13 934 män. Barn under 15 år utgör 19,0 %, vuxna 15-64 år 70 %, och äldre över 65 år 10,0 %.
Genomsnittlig årsnederbörd är 710 millimeter. Den regnigaste månaden är juli, med i genomsnitt 149 mm nederbörd, och den torraste är januari, med 4 mm nederbörd.